# Trentaine
Trentaine, auch Trentain, ist ein französisches Zähl- und Stückmaß. Dabei entsprechen 30 Stück einer Trentaine.
Ebenfalls als Trentaine bezeichnet wird regional die Verrichtung eines bestimmten Gebetes an dreißig aufeinanderfolgenden Tagen, für das eine Stolgebühr erhoben werden kann. 
Die Maßbezeichnung galt auch einem französischen gleichnamigen Wollgewebe, dem Trentain. Bei diesem Gewebe war die Anzahl der Kettfäden in der Menge auf 30×100 Fäden (3.000 Fäden) begrenzt. Verschiedene Arten dieser Gewebe, Trente-deuxains, Trente-quatrains und Trente-sixains, waren zum Beispiel in der Region Languedoc, Provence und Dauphiné gebräuchlich. 